# ELOVL7
ELOVL7 (англ. ELOVL fatty acid elongase 7) – білок, який кодується однойменним геном, розташованим у людей на 5-й хромосомі. Довжина поліпептидного ланцюга білка становить 281 амінокислот, а молекулярна маса — 33 356.
| 10         |  | 20         |  | 30         |  | 40         |  | 50         |
| ---------- |  | ---------- |  | ---------- |  | ---------- |  | ---------- |
| MAFSDLTSRT |  | VHLYDNWIKD |  | ADPRVEDWLL |  | MSSPLPQTIL |  | LGFYVYFVTS |
| LGPKLMENRK |  | PFELKKAMIT |  | YNFFIVLFSV |  | YMCYEFVMSG |  | WGIGYSFRCD |
| IVDYSRSPTA |  | LRMARTCWLY |  | YFSKFIELLD |  | TIFFVLRKKN |  | SQVTFLHVFH |
| HTIMPWTWWF |  | GVKFAAGGLG |  | TFHALLNTAV |  | HVVMYSYYGL |  | SALGPAYQKY |
| LWWKKYLTSL |  | QLVQFVIVAI |  | HISQFFFMED |  | CKYQFPVFAC |  | IIMSYSFMFL |
| LLFLHFWYRA |  | YTKGQRLPKT |  | VKNGTCKNKD |  | N          |  |            |

A: Аланін

C: Цистеїн

D: Аспарагінова кислота

E: Глутамінова кислота

F: Фенілаланін

G: Гліцин

H: Гістидин

I: Ізолейцин

K: Лізин

L: Лейцин

M: Метіонін

N: Аспарагін

P: Пролін

Q: Глутамін

R: Аргінін

S: Серин

T: Треонін

V: Валін

W: Триптофан

Кодований геном білок за функцією належить до трансфераз. 
Задіяний у таких біологічних процесах, як метаболізм жирних кислот, метаболізм ліпідів, біосинтез жирних кислот, біосинтез ліпідів. 
Локалізований у мембрані, ендоплазматичному ретикулумі.